# Hans Stöckli
Hans Stöckli (Wattenwil, 12 aprile 1952) è un politico svizzero, presidente del Consiglio degli Stati dal 2019 al 2020. Membro del Partito socialista svizzero (SP/PS), nel 2011 viene eletto per la prima volta al Consiglio degli Stati per il canton Berna. Stöckli ha precedentemente ricoperto gli incarichi di: sindaco di Bienne (1990–2010), Gran Consigliere di Berna (2002–2004) e Consigliere nazionale sempre per il cantone Berna (2004–2011).

## Biografia

### Inizio carriera
Stöckli entrò in politica nel 1979 vincendo l'elezione al consiglio comunale di Bienne . Nel 1990 diventa il sindaco del comune. Nel 2002 viene eletto al Gran Consiglio di Berna; due anni dopo fu eletto nel Consiglio nazionale per il partito socialista al posto di Rudolf Strahm, nominato regolatore svizzero dei prezzi.

### Assemblea federale svizzera
È stato rieletto nel 2007, nel 2011 vince le elezioni al Consiglio degli Stati succedendo ad Adrian Amstutz . Nel 1971 aveva scritto un saggio in cui chiedeva l'abolizione dell'organismo, che a suo dire era diventato stantio all'epoca. Nel 2018 è stato eletto primo vicepresidente del Consiglio degli Stati, cosa che per consuetudine lo porta a vincere le elezioni presidenziali del 2019. Il 2 dicembre 2019 viene infatti eletto presidente del Consiglio degli Stati con 49 voti su 51, accanto ad Alex Kuprecht primo vicepresidente. Kuprecht gli succedette l'anno successivo.
Dal 2018 presiede il comitato dell'iniziativa popolare federale "Sì alla protezione dei bambini e dei giovani dalla pubblicità del tabacco", accolta nella votazione federale del 13 febbraio 2022 . Nel 2022, l'Organizzazione Mondiale della Sanità gli ha assegnato il World No Tobacco Day Award.

### Vita privata
Stöckli parla tutte e quattro le lingue ufficiali della confederazione Svizzera. È sposato con Katharina Stöckli, un'insegnante.